# Phigalia monacharia
Phigalia monacharia är en fjärilsart som beskrevs av Otto Staudinger 1901. Phigalia monacharia ingår i släktet Phigalia och familjen mätare. Inga underarter finns listade i Catalogue of Life.